# City Connection
City Connection (シティコネクション?, Shiti Konekushon) è un videogioco arcade ibrido tra simulatore di guida e piattaforme, sviluppato da NMK e pubblicato in Giappone nel 1985 da Jaleco.
Il titolo è stato convertito per le console Nintendo Entertainment System ed MSX e reso disponibile tramite Virtual Console su Nintendo 3DS, Wii e Wii U. Nel 2015 è stata pubblicata sul PlayStation Store la versione per PlayStation 4 dal titolo Arcade Archives: City Connection.

## Modalità di gioco
Il giocatore in City Connection controlla l'auto guidata da una ragazza di nome Clarice, una piccola utilitaria di colore rosso, che viene pilotata lungo le piattaforme a quattro livelli (autostrade) su uno schermo a scorrimento laterale. Quando la vettura entra in un'autostrada, questa perde il suo colore bianco originale: il giocatore completa una scena guidando attraverso tutte le autostrade e ridipingendole. Inoltre, se raccoglie tre palloncini che appaiono lungo il percorso, viene teletrasportato a un altro livello (casuale).
L'auto di Clarice si muove automaticamente in avanti nella direzione in cui è rivolta e la direzione può essere invertita spostando il joystick a sinistra o a destra. Essa può essere invertita a mezz'aria. Il pulsante di salto può essere utilizzato per saltare su diverse piattaforme o per evitare nemici e ostacoli. Tuttavia, non è possibile saltare durante la retromarcia (impennata). La traiettoria dell'auto cambia a seconda della combinazione del joystick.
Le taniche di benzina sulla strada possono essere utilizzate come armi e anche essere raccolte e conservate. L'apposito pulsante può essere utilizzato per spruzzare olio orizzontalmente sulle auto della polizia (i nemici del gioco) consentendo al giocatore di attaccare tutte le volte che le ha conservate. Può anche ottenere un bonus speronando un'auto della polizia che è stata colpita da una tanica e sta girando. Questo attacco non funziona sull'occasionale gatto intruso Takenoko, e investirlo comporterà la perdita di una vita. Viene tolta ugualmente una vita se si va in collisione con le auto della polizia oppure se si sbatte contro i coni di cemento che si materializzeranno improvvisamente qualora il veicolo rimanga troppo a lungo sulla stessa piattaforma stradale. Quando le vite verranno esaurite, la partita finisce.

## Musica
Il brano arrangiato ad 8-bit presente in City Connection è il primo movimento del Concerto per pianoforte e orchestra n. 1 di Pëtr Il'ič Čajkovskij.